# 舍爾夫峰
77°31′S 168°46′E / 77.517°S 168.767°E
舍爾夫峰（英語：Sherve Peak）是南極洲的山峰，位於羅斯島，屬於凱爾山中加德雷爾嶺的一部分，海拔高度2,200米，該山峰現時由南極條約體系管理。